# Bylina (struga)
Bylina – struga, lewostronny dopływ Wieprza o długości 17,94 km.
Przepływa przez Dębiny, Śniadówkę, Karczunek, Łukawkę, Gródek, Łukawicę, Zagóźdź.